# Tengelmann
Tengelmann Warenhandelsgesellschaft KG, care își desfășoară activitatea în calitate de grup Tengelmann, este o companie de capital cu sediul în Mülheim an der Ruhr, Germania. 
Corporația are următoarele filiale: KiK Textilien und Non-Food GmbH, cu peste 3.000 de sucursale în Germania, 235 în Austria, 2 în Republica Cehă și 1 în Slovenia Obi Bau- und Heimwerkermärkte GmbH & Co. Franchise Center KG, un lanț de magazine de bricolaj cu 340 de locații în Germania și 175 în Europa.
Kaiser’s Tengelmann, 531 puncte de vânzare cu amănuntul vândute către Edeka în ianuarie 2017, care, la rândul său, au transferat 25% din punctele de vânzare către REWE, așa cum a fost dictat de Oficiul Federal pentru Cartel din Germania; toate magazinele au fost rebranded în funcție de mărcile noilor proprietari Plus Plus spol. s r. o. (Republica Cehă) cu 134 de sucursale vândute către REWE-Beteiligungs-Holding International GmbH Plus Hellas E.P.E. & Sia E.E. (Grecia) cu 32 de sucursale vândute către Alfa-Beta VassilopoulosPlus Élelmiszer Diszkont Kft. (Ungaria) cu 174 Plus (în 2008) și 22 de sucursale Kaiser (în 2003) vândute către Spar Magyarország Kereskedelmi Kft.Plus Discount Bulgaria 25 de sucursale (vândute către Lidl & Schwarz) Plus Discount sp. z o.o. (Polonia) cu 183 sucursale vândute către Jerónimo MartinsPlus Discount-Supermercados Lda. (Portugalia) cu 72 de sucursale vândute către Jerónimo MartinsPlus Discount România S.C.S. (România) cu 100 de sucursale (vândute către Lidl & Schwarz) Plus Supermercados, SA (Spania) cu 238 de sucursale vândute către Carrefour și redenumite ca Dia The Great Atlantic & Pacific Tea Company, ieșită ca acționar în 2012 [8] Plus Österreich, Zielpunkt [ de] Warenhandels-AG (Austria), fostă Löwa, în mare parte însemnată ca Zielpunkt, cu 300 de supermarketuri. De asemenea, include fostele ramuri ale defunctelor lanțuri Konsum Österreich [de] și Julius Meinl. Vândut la Blue O în 2010.